# Narraga fimetaria
Narraga fimetaria är en fjärilsart som beskrevs av Augustus Radcliffe Grote och Robinson 1870. Narraga fimetaria ingår i släktet Narraga och familjen mätare. Inga underarter finns listade i Catalogue of Life.